# اکالیپتوس

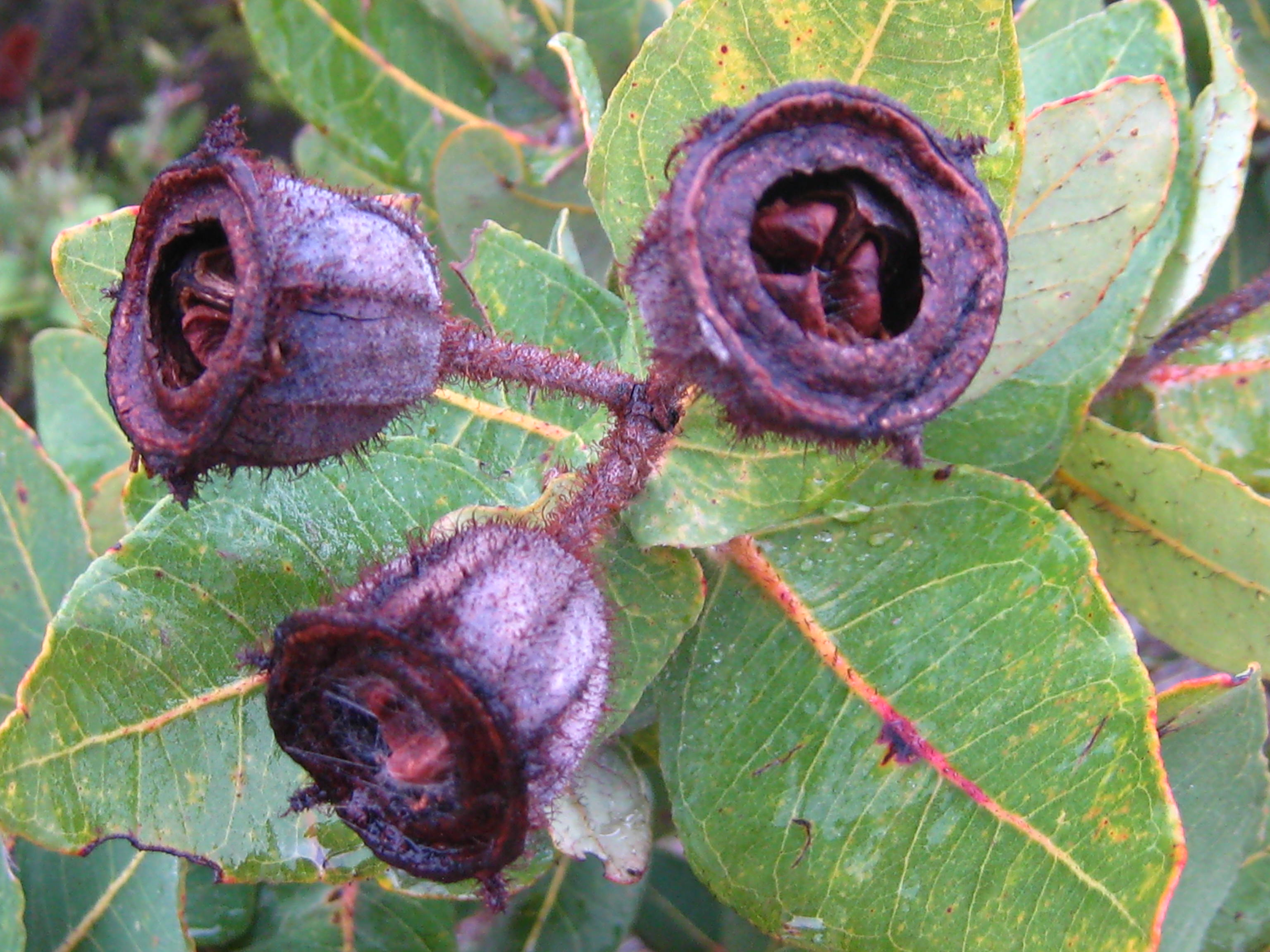
سیب کوتوله

اکالیپتوس هر گونه گیاه چوبی با پیکره بارده کپسولی وابسته به یکی از هفت سردهٔ نزدیک (از قبیله Eucalypteae) است که در سراسر استرالیا یافت می‌شود: اکالیپتوس، خون‌درخت‌ها، آنگوفورا، استوکولیا، آلوسینکارپیا، اکالیپتوپسیس و اکالیپتوپسیس. در استرالیا معمولاً به عنوان درخت صمغ شناخته می‌شوند.

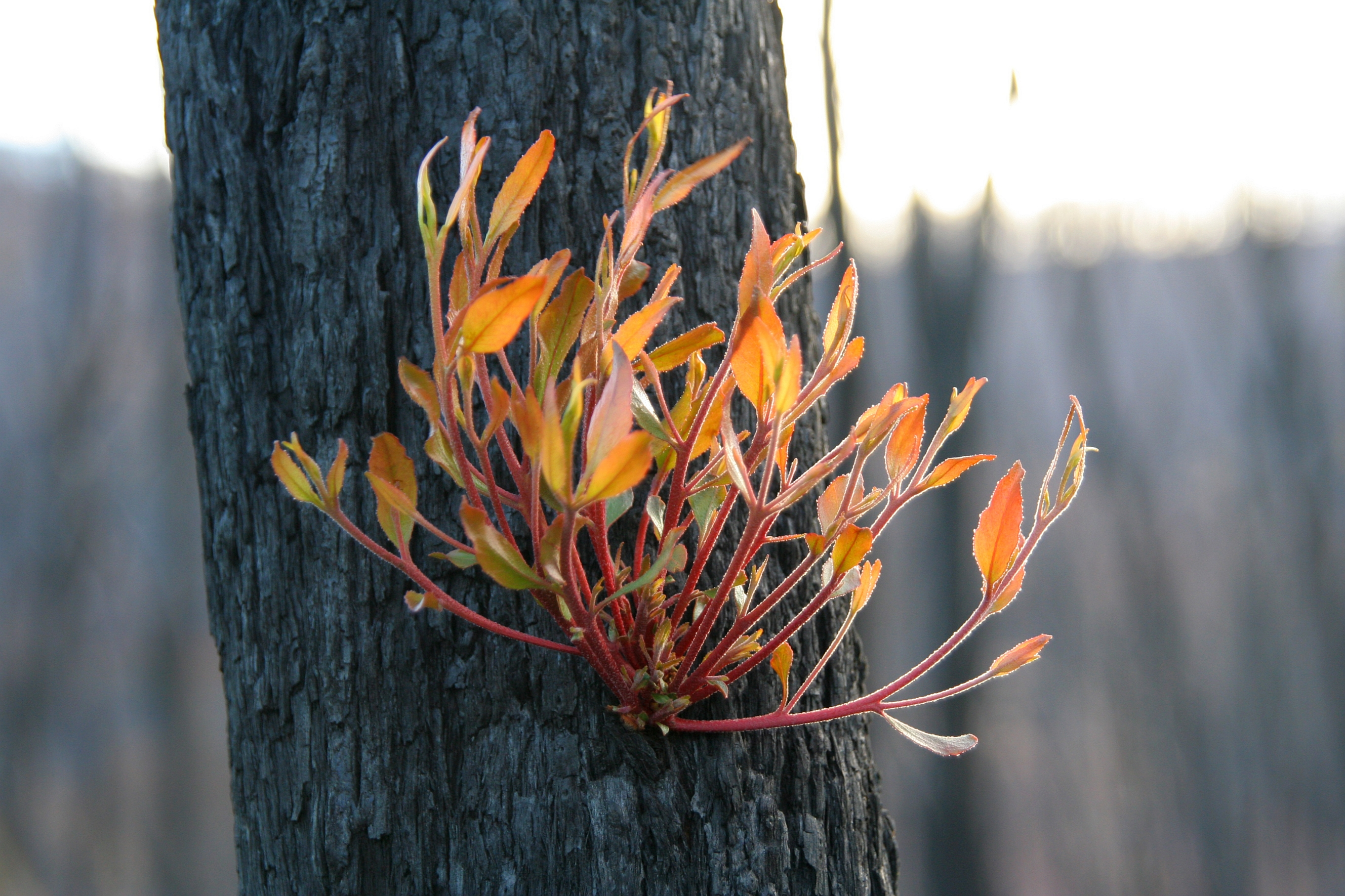
بازرویش اپیکورمیک از پوست درخت اکالیپتوس، چهار ماه پس از آتش‌سوزی‌های شنبه سیاه، استراتیون، ویکتوریا